# Junior Firpo
Héctor Junior Firpo Adamés (Santo Domingo, 22 agosto 1996) è un calciatore dominicano con cittadinanza spagnola, difensore del Betis e della nazionale dominicana.

## Biografia
Nato nella Repubblica Dominicana, all'età di 6 anni si trasferisce con la famiglia a Benalmádena, in Andalusia.

## Caratteristiche tecniche
È un terzino sinistro dotato di una buona struttura fisica, una grande capacità di corsa coadiuvata da una buona resistenza, duttile tatticamente, può agire anche come esterno laterale di centrocampo sulla corsia mancina, si dimostra abile nel dribbling e nel fornire assist per i compagni.

## Carriera

### Club

#### Inizi e Betis
Cresciuto calcisticamente nelle giovanili del Puerto Malagueño, viene acquistato dal Betis e aggregato alla squadra B. Esordisce in Liga con la prima squadra il 12 febbraio 2018, in occasione della partita vinta 1-0 fuori casa contro il Deportivo La Coruña. Il 17 marzo successivo, segna la sua prima rete con la maglia del Betis, nella vittoria interna per 3-0 contro l'Espanyol. Il 19 agosto successivo, rinnova il proprio contratto con la società biancoverde fino al giugno 2023.
Il 25 ottobre dello stesso anno, fa il suo esordio in Europa League, nella partita vinta per 2-1 in trasferta contro il Milan.

#### Barcellona e Leeds
Il 4 agosto 2019 viene ufficializzato il suo passaggio per 18 milioni di euro più 12 di bonus al Barcellona, con cui firma un contratto quinquennale. In due anni colleziona 41 presenze e 2 gol in tutto.
Il 6 luglio 2021 viene ceduto al Leeds per 15 milioni - 2 dei quali vanno al Betis - oltre al 20% di una futura cessione. Realizza la sua prima rete in Premier League, il 25 febbraio 2023 nell’incontro vinto 1-0 contro il Southampton.

#### Ritorno al Betis
Il 17 luglio 2025 viene acquistato dal Betis.

### Nazionale
In possesso della doppia cittadinanza, dominicana e spagnola, nell'agosto 2018 viene convocato dalla nazionale Under-21 spagnola per le partite valide alla qualificazione agli Europei del 2019, dove il 6 settembre dello stesso anno fa il suo esordio come titolare, giocando l'intera partita vinta 3-0 contro l'Albania.
Nel 2022 sceglie definitivamente di rappresentare la Rep. Dominicana, con cui ha esordito il 23 marzo 2024 nell'amichevole vinta 2-0 contro Aruba.

## Statistiche

### Presenze e reti nei club
Statistiche aggiornate al 24 aprile 2025.
| Stagione            | Squadra             | Campionato          | Campionato | Campionato | Coppe nazionali | Coppe nazionali | Coppe nazionali | Coppe continentali | Coppe continentali | Coppe continentali | Altre coppe | Altre coppe | Altre coppe | Totale | Totale | Totale |
| Stagione            | Squadra             | Comp                | Pres       | Reti       | Comp            | Pres            | Reti            | Comp               | Pres               | Reti               | Comp        | Pres        | Reti        | Pres   | Reti   |        |
| ------------------- | ------------------- | ------------------- | ---------- | ---------- | --------------- | --------------- | --------------- | ------------------ | ------------------ | ------------------ | ----------- | ----------- | ----------- | ------ | ------ | ------ |
| 2014-2015           | Real Betis B        | SDB                 | 2          | 0          | -               | -               | -               | -                  | -                  | -                  | -           | -           | -           | 2      | 0      |        |
| 2015-2016           | Real Betis B        | SDB                 | 30         | 1          | -               | -               | -               | -                  | -                  | -                  | -           | -           | -           | 30     | 1      |        |
| 2017-2018           | Real Betis B        | SDB                 | 13         | 1          | -               | -               | -               | -                  | -                  | -                  | -           | -           | -           | 13     | 1      |        |
| Totale Real Betis B | Totale Real Betis B | Totale Real Betis B | 45         | 2          |                 | -               | -               |                    | -                  | -                  |             | -           | -           | 45     | 2      |        |
| 2017-2018           | Betis               | PD                  | 14         | 2          | CR              | 0               | 0               | -                  | -                  | -                  | -           | -           | -           | 14     | 2      |        |
| 2018-2019           | Betis               | PD                  | 24         | 3          | CR              | 1               | 0               | UEL                | 4                  | 0                  | -           | -           | -           | 29     | 3      |        |
| Totale Betis        | Totale Betis        | Totale Betis        | 38         | 5          |                 | 1               | 0               |                    | 4                  | 0                  |             | -           | -           | 43     | 5      |        |
| 2019-2020           | Barcellona          | PD                  | 17         | 1          | CR              | 2               | 0               | UCL                | 4                  | 0                  | SS          | 0           | 0           | 23     | 1      |        |
| 2020-2021           | Barcellona          | PD                  | 7          | 1          | CR              | 4               | 0               | UCL                | 6                  | 0                  | SS          | 1           | 0           | 18     | 1      |        |
| Totale Barcellona   | Totale Barcellona   | Totale Barcellona   | 24         | 2          |                 | 6               | 0               |                    | 10                 | 0                  |             | 1           | 0           | 41     | 2      |        |
| 2021-2022           | Leeds Utd           | PL                  | 24         | 0          | FACup+CdL       | 1+2             | 0               | -                  | -                  | -                  | -           | -           | -           | 27     | 0      |        |
| 2022-2023           | Leeds Utd           | PL                  | 19         | 1          | FACup+CdL       | 4+1             | 1+0             | -                  | -                  | -                  | -           | -           | -           | 24     | 2      |        |
| 2023-2024           | Leeds Utd           | FLC                 | 29         | 0          | FACup+CdL       | 4+0             | 0               | -                  | -                  | -                  | -           | -           | -           | 24     | 2      |        |
| 2024-2025           | Leeds Utd           | FLC                 | 31         | 4          | FACup+CdL       | 2+1             | 0+0             | -                  | -                  | -                  | -           | -           | -           | 24     | 2      |        |
| Totale Leeds Utd    | Totale Leeds Utd    | Totale Leeds Utd    | 103        | 5          |                 | 15              | 1               |                    | -                  | -                  |             | -           | -           | 118    | 6      |        |
| Totale carriera     | Totale carriera     | Totale carriera     | 210        | 14         |                 | 22              | 1               |                    | 14                 | 0                  |             | 1           | 0           | 247    | 15     |        |

### Cronologia presenze e reti in nazionale
| Cronologia completa delle presenze e delle reti in nazionale ― Perù | Cronologia completa delle presenze e delle reti in nazionale ― Perù | Cronologia completa delle presenze e delle reti in nazionale ― Perù | Cronologia completa delle presenze e delle reti in nazionale ― Perù | Cronologia completa delle presenze e delle reti in nazionale ― Perù | Cronologia completa delle presenze e delle reti in nazionale ― Perù | Cronologia completa delle presenze e delle reti in nazionale ― Perù | Cronologia completa delle presenze e delle reti in nazionale ― Perù |
| Data                                                                | Città                                                               | In casa                                                             | Risultato                                                           | Ospiti                                                              | Competizione                                                        | Reti                                                                | Note                                                                |
| ------------------------------------------------------------------- | ------------------------------------------------------------------- | ------------------------------------------------------------------- | ------------------------------------------------------------------- | ------------------------------------------------------------------- | ------------------------------------------------------------------- | ------------------------------------------------------------------- | ------------------------------------------------------------------- |
| 23-3-2024                                                           | Santiago de los Caballeros                                          | Rep. Dominicana                                                     | 2 – 0                                                               | Aruba                                                               | Amichevole                                                          | -                                                                   |                                                                     |
| 26-3-2024                                                           | Lima                                                                | Perù                                                                | 4 – 1                                                               | Rep. Dominicana                                                     | Amichevole                                                          | -                                                                   | 87’                                                                 |
| 6-6-2024                                                            | Kingston                                                            | Giamaica                                                            | 1 – 0                                                               | Rep. Dominicana                                                     | Qual. Mondiali 2026                                                 | -                                                                   |                                                                     |
| 11-6-2024                                                           | San Cristóbal                                                       | Rep. Dominicana                                                     | 4 – 0                                                               | Isole Vergini Britanniche                                           | Qual. Mondiali 2026                                                 | -                                                                   |                                                                     |
| 7-9-2024                                                            | Saint George                                                        | Bermuda                                                             | 2 – 3                                                               | Rep. Dominicana                                                     | CONCACAF Nations League 2024-2025 - 1º turno                        | -                                                                   |                                                                     |
| 10-9-2024                                                           | Saint George                                                        | Rep. Dominicana                                                     | 2 – 0                                                               | Dominica                                                            | CONCACAF Nations League 2024-2025 - 1º turno                        | -                                                                   | 16’                                                                 |
| 12-10-2024                                                          | Devonshire                                                          | Antigua e Barbuda                                                   | 0 – 5                                                               | Rep. Dominicana                                                     | CONCACAF Nations League 2024-2025 - 1º turno                        | 2                                                                   |                                                                     |
| 15-10-2024                                                          | Devonshire                                                          | Rep. Dominicana                                                     | 5 – 0                                                               | Antigua e Barbuda                                                   | CONCACAF Nations League 2024-2025 - 1º turno                        | 1                                                                   |                                                                     |
| 16-11-2024                                                          | Santiago de los Caballeros                                          | Dominica                                                            | 1 – 6                                                               | Rep. Dominicana                                                     | CONCACAF Nations League 2024-2025 - 1º turno                        | -                                                                   |                                                                     |
| 19-11-2024                                                          | Santiago de los Caballeros                                          | Rep. Dominicana                                                     | 6 – 1                                                               | Bermuda                                                             | CONCACAF Nations League 2024-2025 - 1º turno                        | -                                                                   |                                                                     |
| 25-3-2025                                                           | Santiago de los Caballeros                                          | Rep. Dominicana                                                     | 2 – 0                                                               | Porto Rico                                                          | Amichevole                                                          | 1                                                                   | 89’                                                                 |
| Totale                                                              |                                                                     | Presenze                                                            | 11                                                                  |                                                                     | Reti                                                                | 4                                                                   |                                                                     |

| Cronologia completa delle presenze e delle reti in nazionale ― Spagna under 21 | Cronologia completa delle presenze e delle reti in nazionale ― Spagna under 21 | Cronologia completa delle presenze e delle reti in nazionale ― Spagna under 21 | Cronologia completa delle presenze e delle reti in nazionale ― Spagna under 21 | Cronologia completa delle presenze e delle reti in nazionale ― Spagna under 21 | Cronologia completa delle presenze e delle reti in nazionale ― Spagna under 21 | Cronologia completa delle presenze e delle reti in nazionale ― Spagna under 21 | Cronologia completa delle presenze e delle reti in nazionale ― Spagna under 21 |
| Data                                                                           | Città                                                                          | In casa                                                                        | Risultato                                                                      | Ospiti                                                                         | Competizione                                                                   | Reti                                                                           | Note                                                                           |
| ------------------------------------------------------------------------------ | ------------------------------------------------------------------------------ | ------------------------------------------------------------------------------ | ------------------------------------------------------------------------------ | ------------------------------------------------------------------------------ | ------------------------------------------------------------------------------ | ------------------------------------------------------------------------------ | ------------------------------------------------------------------------------ |
| 6-9-2018                                                                       | Cordova                                                                        | Spagna under 21                                                                | 3 – 0                                                                          | Albania under 21                                                               | Qual. Europeo Under-21 2019                                                    | -                                                                              |                                                                                |
| 19-6-2019                                                                      | Reggio Emilia                                                                  | Spagna under 21                                                                | 2 – 1                                                                          | Belgio under 21                                                                | Europeo Under-21 2019 - 1º turno                                               | -                                                                              | 70’                                                                            |
| 27-6-2019                                                                      | Reggio Emilia                                                                  | Spagna under 21                                                                | 4 – 1                                                                          | Francia under 21                                                               | Europeo Under-21 2019 - Semifinale                                             | -                                                                              | 14’                                                                            |
| 30-6-2019                                                                      | Udine                                                                          | Spagna under 21                                                                | 2 – 1                                                                          | Germania under 21                                                              | Europeo Under-21 2019 - Finale                                                 | -                                                                              |                                                                                |
| Totale                                                                         |                                                                                | Presenze                                                                       | 4                                                                              |                                                                                | Reti                                                                           | 0                                                                              |                                                                                |

## Palmarès

### Club

#### Competizioni nazionali
- Coppa di Spagna: 1

Barcellona: 2020-2021
- Campionato inglese di seconda divisione: 1

Leeds Utd: 2024-2025

### Nazionale
- Campionato d'Europa Under-21: 1

Italia 2019